# Manuel María de Aguilar y Puerta
Manuel María de Aguilar y Puerta (Màlaga, 1 d'octubre de 1783 -Antequera, 20 de març de 1867) va ser un diplomàtic i polític espanyol, ministre durant la minoria d'edat d'Isabel II d'Espanya.

## Biografia
Va ser conseller del Consell Reial de Castella i, a la seva dissolució, del Consell Reial d'Índies. En 1810 assolí el grau de tinent coronel d'hússars i el 1815 va rebre la gran creu de l'Orde de Carles III. Al llarg de la seva carrera va estar destinat en Itàlia, Portugal, Suïssa i Alemanya. Va ser ambaixador a Lisboa (1840-1843) i a Londres (1836-1838) i va ocupar el Ministeri d'Estat durant deu dies de maig de 1843, sense que arribés a prendre possessió. De 1847 a 1850 fou diputat per Antequera. En 1849 va participar en la creació de la societat secreta Los hijos del Pueblo, raó per la qual fou empresonat al Saladero. El 1851 quedà cec i es retirà de l'activitat política.